# Rugby sevens nos Jogos Pan-Americanos de 2011
O rugby sevens nos Jogos Pan-Americanos de 2011 foi realizado em Guadalajara, no México, nos dias 29 e 30 de outubro. Apenas com o torneio masculino de oito equipes, as partidas foram disputadas no Estádio Tlaquepaque.

## Calendário
| Outubro      | 13 | 14 | 15 | 16 | 17 | 18 | 19 | 20 | 21 | 22 | 23 | 24 | 25 | 26 | 27 | 28 | 29 | 30 |
| ------------ | -- | -- | -- | -- | -- | -- | -- | -- | -- | -- | -- | -- | -- | -- | -- | -- | -- | -- |
| Rugby sevens |    |    |    |    |    |    |    |    |    |    |    |    |    |    |    |    |    | 1  |

|  | Dia de competição |  | Dia de final |

## Classificação
| Evento                              | Data                     | Lugar           | Vagas | Classificados                                 |
| ----------------------------------- | ------------------------ | --------------- | ----- | --------------------------------------------- |
| País sede                           |                          |                 | 1     | México                                        |
| Classificados por ranking           |                          |                 | 5     | Argentina Canadá Estados Unidos Uruguai Chile |
| Torneio de Sevens da NACRA de 2010  | 29–30 de julho de 2010   | Georgetown      | 1     | Guiana                                        |
| Torneio de Sevens da CONSUR de 2011 | 5–6 de fevereiro de 2011 | Bento Gonçalves | 1     | Brasil                                        |
| TOTAL                               |                          |                 | 8     |                                               |

## Medalhistas
|  | CAN Canadá |  | ARG Argentina |  | USA Estados Unidos |
|  | Tyler Ardron Nanyak Dala Sean Duke Matthew Evans Ciaran Hearn Nathan Hirayama Philip Mack John Moonlight Taylor Paris Mike Scholz Conor Trainor Sean White |  | Gabriel Ascarate Santiago Bottini Nicolás Bruzzone Francisco Cuneo Manuel Gutiérrez Joaquín Luccheti José Merello Manuel Montero Ramiro Moyano Joya Hernán Olivari Javier Ortega Desio Diego Palma |  | Mark Bokhoven Colin Hawley Rocco Mauer Folau Niua Milemoti Pulu Bernard Punimata Blaine Scully Jordan Suniula Nigel Suniula Zachary Test Peter Tiberio Kisi Unufe |

## Primeira fase
Todas as partidas seguem o fuso horário local (UTC-6).

### Grupo A
| Seleção       | P | J | V | E | D | PF | PC | +/- |
| ------------- | - | - | - | - | - | -- | -- | --- |
| ARG Argentina | 9 | 3 | 3 | 0 | 0 | 92 | 15 | +77 |
| URU Uruguai   | 7 | 3 | 2 | 0 | 1 | 52 | 26 | +26 |
| GUY Guiana    | 5 | 3 | 1 | 0 | 2 | 12 | 65 | –53 |
| MEX México    | 3 | 3 | 0 | 0 | 3 | 10 | 60 | –50 |

| 29 de outubro | Argentina | 26 – 5    | México | Estádio Tlaquepaque, Guadalajara |
| 11:50         |           | Relatório |        | Árbitro: JPN Taizo Hirabayashi   |

| 29 de outubro | Uruguai | 20 – 0    | Guiana | Estádio Tlaquepaque, Guadalajara |
| 12:15         |         | Relatório |        | Árbitro: ARG Federico Anselmi    |

| 29 de outubro | Argentina | 40 – 0    | Guiana | Estádio Tlaquepaque, Guadalajara |
| 14:00         |           | Relatório |        | Árbitro: USA Brian Zapp          |

| 29 de outubro | Uruguai | 22 – 0    | México | Estádio Tlaquepaque, Guadalajara |
| 14:25         |         | Relatório |        | Árbitro: CAN Bryan Arciero       |

| 29 de outubro | Argentina | 26 – 10   | Uruguai | Estádio Tlaquepaque, Guadalajara |
| 16:05         |           | Relatório |         | Árbitro: JPN Taizo Hirabayashi   |

| 29 de outubro | Guiana | 12 – 5    | México | Estádio Tlaquepaque, Guadalajara |
| 16:30         |        | Relatório |        | Árbitro: CAN Bryan Arciero       |

### Grupo B
| Seleção            | P | J | V | E | D | PF  | PC | +/- |
| ------------------ | - | - | - | - | - | --- | -- | --- |
| CAN Canadá         | 9 | 3 | 3 | 0 | 0 | 109 | 28 | +81 |
| USA Estados Unidos | 6 | 3 | 1 | 1 | 1 | 54  | 55 | –1  |
| BRA Brasil         | 6 | 3 | 1 | 1 | 1 | 33  | 71 | –38 |
| CHI Chile          | 3 | 3 | 0 | 0 | 3 | 21  | 63 | –42 |

| 29 de outubro | Estados Unidos | 14 – 7    | Chile | Estádio Tlaquepaque, Guadalajara |
| 11:00         |                | Relatório |       | Árbitro: CAN Bryan Arciero       |

| 29 de outubro | Canadá | 45 – 0    | Brasil | Estádio Tlaquepaque, Guadalajara |
| 11:25         |        | Relatório |        | Árbitro: USA Brian Zapp          |

| 29 de outubro | Estados Unidos | 19 – 19   | Brasil | Estádio Tlaquepaque, Guadalajara |
| 13:10         |                | Relatório |        | Árbitro: ARG Federico Anselmi    |

| 29 de outubro | Canadá | 35 – 7    | Chile | Estádio Tlaquepaque, Guadalajara |
| 13:35         |        | Relatório |       | Árbitro: MEX Pablo Septien       |

| 29 de outubro | Estados Unidos | 21 – 29   | Canadá | Estádio Tlaquepaque, Guadalajara |
| 15:15         |                | Relatório |        | Árbitro: ARG Federico Anselmi    |

| 29 de outubro | Brasil | 14 – 7    | Chile | Estádio Tlaquepaque, Guadalajara |
| 15:40         |        | Relatório |       | Árbitro: USA Brian Zapp          |

## Fase final
|  | Quartas de final      | Quartas de final      |                       |                    | Semifinais     | Semifinais     |  |  | Final                 | Final |
|  |                       |                       |                       |                    |                |                |  |  |                       |       |
|  | 30 de outubro — 09:00 |                       |                       |                    |                |                |  |  |                       |       |
|  |                       |                       |                       |                    |                |                |  |  |                       |       |
|  | ARG Argentina         | 21                    |                       |                    |                |                |  |  |                       |       |
|  | ARG Argentina         | 21                    | 30 de outubro — 12:00 |                    |                |                |  |  |                       |       |
|  | CHI Chile             | 5                     |                       |                    |                |                |  |  |                       |       |
|  | CHI Chile             | 5                     | ARG Argentina         | 17                 |                |                |  |  |                       |       |
|  | 30 de outubro — 09:25 |                       | ARG Argentina         | 17                 |                |                |  |  |                       |       |
|  |                       | URU Uruguai           | 5                     |                    |                |                |  |  |                       |       |
|  | BRA Brasil            | URU Uruguai           | 5                     | 0                  |                |                |  |  |                       |       |
|  | BRA Brasil            |                       | 30 de outubro — 15:00 | 0                  |                |                |  |  |                       |       |
|  | URU Uruguai           | 7                     |                       |                    |                |                |  |  |                       |       |
|  | URU Uruguai           | 7                     | ARG Argentina         | 24                 |                |                |  |  |                       |       |
|  | 30 de outubro — 09:50 |                       | ARG Argentina         | 24                 |                |                |  |  |                       |       |
|  |                       | CAN Canadá            | 26                    |                    |                |                |  |  |                       |       |
|  | GUY Guiana            | CAN Canadá            | 26                    | 12                 |                |                |  |  |                       |       |
|  | GUY Guiana            | 30 de outubro — 12:25 |                       | 12                 |                |                |  |  |                       |       |
|  | USA Estados Unidos    | 24                    |                       |                    |                |                |  |  |                       |       |
|  | USA Estados Unidos    | 24                    | USA Estados Unidos    | 19                 | Terceiro lugar | Terceiro lugar |  |  |                       |       |
|  | 30 de outubro — 10:15 |                       | USA Estados Unidos    | 19                 | Terceiro lugar | Terceiro lugar |  |  |                       |       |
|  |                       | CAN Canadá            | 21                    |                    |                |                |  |  |                       |       |
|  | CAN Canadá            | CAN Canadá            | 21                    | 45                 | URU Uruguai    | 12             |  |  |                       |       |
|  | CAN Canadá            |                       |                       | 45                 | URU Uruguai    | 12             |  |  |                       |       |
|  | MEX México            | 0                     |                       | USA Estados Unidos | 19             |                |  |  |                       |       |
|  | MEX México            | 0                     |                       |                    | 19             |                |  |  |                       |       |
|  |                       |                       |                       |                    |                |                |  |  | 30 de outubro — 14:30 |       |
|  |                       |                       |                       |                    |                |                |  |  |                       |       |

### Quartas-de-final
| 30 de outubro | Argentina | 21 – 5    | Chile | Estádio Tlaquepaque, Guadalajara |
| 09:00         |           | Relatório |       | Árbitro: USA Brian Zapp          |

| 30 de outubro | Brasil | 0 – 7     | Uruguai | Estádio Tlaquepaque, Guadalajara |
| 09:25         |        | Relatório |         | Árbitro: JPN Taizo Hirabayashi   |

| 30 de outubro | Guiana | 12 – 24   | Estados Unidos | Estádio Tlaquepaque, Guadalajara |
| 09:50         |        | Relatório |                | Árbitro: MEX Pablo Septien       |

| 30 de outubro | Canadá | 45 – 0    | México | Estádio Tlaquepaque, Guadalajara |
| 10:15         |        | Relatório |        | Árbitro: ARG Federico Anselmi    |

### Classificação 5º–8º lugar
| 30 de outubro | Chile | 19 – 14   | Brasil | Estádio Tlaquepaque, Guadalajara |
| 11:10         |       | Relatório |        | Árbitro: ARG Federico Anselmi    |

| 30 de outubro | Guiana | 7 – 14    | México | Estádio Tlaquepaque, Guadalajara |
| 11:35         |        | Relatório |        | Árbitro: USA Brian Zapp          |

### Semifinais
| 30 de outubro | Argentina | 17 – 5    | Uruguai | Estádio Tlaquepaque, Guadalajara |
| 12:00         |           | Relatório |         | Árbitro: CAN Bryan Arciero       |

| 30 de outubro | Estados Unidos | 19 – 21   | Canadá | Estádio Tlaquepaque, Guadalajara |
| 12:25         |                | Relatório |        | Árbitro: JPN Taizo Hirabayashi   |

### Disputa pelo 7º lugar
| 30 de outubro | Brasil | 26 – 7    | Guiana | Estádio Tlaquepaque, Guadalajara |
| 13:30         |        | Relatório |        | Árbitro: MEX Pablo Septien       |

### Disputa pelo 5º lugar
| 30 de outubro | Chile | 22 – 0    | México | Estádio Tlaquepaque, Guadalajara |
| 13:55         |       | Relatório |        | Árbitro: CAN Bryan Arciero       |

### Disputa pelo bronze
| 30 de outubro | Uruguai | 17 – 21   | Estados Unidos | Estádio Tlaquepaque, Guadalajara |
| 14:30         |         | Relatório |                | Árbitro: ARG Federico Anselmi    |

### Final
| 30 de outubro | Argentina | 24 – 26   | Canadá | Estádio Tlaquepaque, Guadalajara |
| 15:00         |           | Relatório |        | Árbitro: JPN Taizo Hirabayashi   |

## Classificação final
| Pos.              | Equipe             | Campanha (V–E–D) |
| ----------------- | ------------------ | ---------------- |
| Medalha de ouro   | CAN Canadá         | 6–0–0            |
| Medalha de prata  | ARG Argentina      | 5–0–1            |
| Medalha de bronze | USA Estados Unidos | 3–1–2            |
| 4                 | URU Uruguai        | 3–0–3            |
| 5                 | CHI Chile          | 2–0–4            |
| 6                 | MEX México         | 1–0–5            |
| 7                 | BRA Brasil         | 2–1–3            |
| 8                 | GUY Guiana         | 1–0–5            |